# Набережні Дубліна

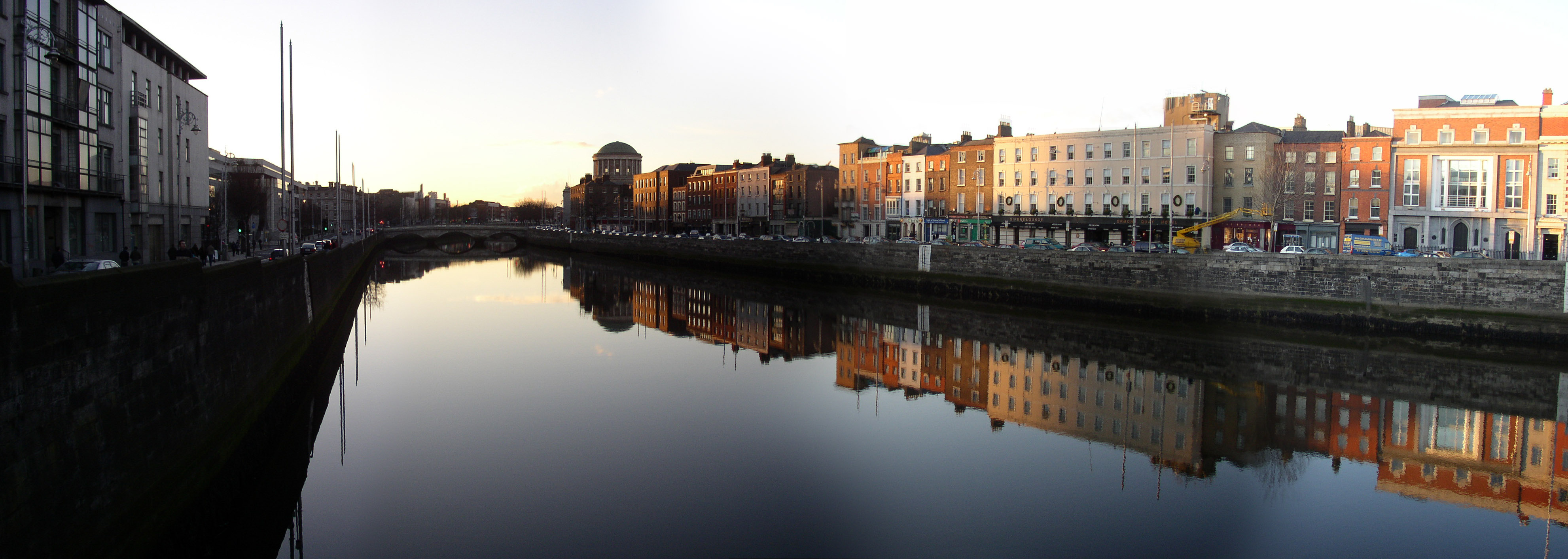
Погляд на набережну Ліффі з боку мосту Граттана, зліва — Ессекс Куей і Вуд Куей, праворуч — Аппер Ормонд Куей.

Набережні Дубліна (англ. Dublin quays) — набережні вздовж північного та південного берега Ліффі в межах міста Дубліна. Набережні відіграли важливу роль в історії Дубліна.
Більша частина південної набережної та частина північної є частинами автошляху N4, а інша частина північної набережної — частиною автошляху N1.

## Зв'язок із міською вулично-дорожньою мережею
Обидві набережні тягнуться впродовж 4,3 км від моста Шона Г'юстона на заході. Східний край північної набережної виходить на міст Іст-Лінк, а східний край південної — на Гранд канал. Набережні перетинають сімнадцять мостів, з яких три — винятково пішохідні, один залізничний міст, один — для трамваїв LUAS і пішоходів, решта мостів призначена для автотранспорту і пішоходів.
На північному березі Ліффі розташовані (із заходу на схід): Вулф Тон Куей, Сарсфілд Куей, Елліс Куей, Арран Куей, Іннс Куей, Аппер Ормонд Куей, Лоуе Ормонд Куей, Bachelors Walk, Eden Quay, Кастом Гаус Куей і Норт Волл Куей.
На південному березі Ліффі розташовані (із заходу на схід): Вікторія Куей, Острів Ашера, Ашер Куей, Мерчентс Куей, Wood Quay, Ессекс Куей, Веллінгтон Куей, Кремптон Куей, Астон Куей, Бург Куей, Джордж Куей, Сіті Куей, Sir John Rogerson's Quay і Britain Quay.
Більшість доріг у центрі Дубліна є односторонніми і ведуть із північного берега Ліффі на схід, а з південного - на захід.

## Історія
Першими поселенцями Дубліна були вікінги, про це свідчать багато артефактів, знайдених у районі Wood Quay. Набережні в Дубліні почали будуватися на початку XIII століття, під час правління короля Іоанна Безземельного, який видавав городянам дозволи зводити будівлі на берегах Ліффі. Набережні були центром морської торгівлі Ірландії до початку XIX століття, коли будівництво великих суден стало перешкодою для їхнього заходу в мілководну Ліффі.
Одним із головних орієнтирів Дубліна на Кастом Хаус Куей є будівля ірландської митниці, на честь якої набережна й отримала свою назву. Будівля митниці була завершена 1791 року, а 1802 року на Іннс Куей було зведено будівля чотирьох суден, обидві будівлі збудовані за проектом Джеймса Гендона.
Бург Куей названа на честь Єлизабет Бург, дружини Ентоні Фостера, син якого, Джон Фостер, був останнім спікером ірландської палати громад. На Бург Куей свого часу розміщувався театр Тіволі, а також будівля Зернової Біржі, побудована за проектом Джорджа Хелпіна 1815 року, її гранітний фасад, як і раніше, виходить на Бург Куей. Судна доходили по Ліффі до Бург Куей до 1879 року, коли в цьому місці був побудований міст Батта. Багато з будівель на Бург Куей (зокрема, будинок № 8) досі зберігають на фасадах сліди відміток, зроблених для Комісії з ширини вулиць.
В останні роки в Дубліні активно йде реконструкція набережних. Наприкінці 1970-х, під час реконструкції Wood Quay, організованої міською владою, було знайдено багато археологічних знахідок часів вікінгів, що викликало численні протести громадськості з вимогою припинити реконструкцію.
У 2006 році місцеві політики запропонували перейменувати деякі набережні. Так, депутат Європейського парламенту Гай Мітчелл запропонував перейменувати Джордж Куей або Вікторія Куей на Джойс Куей або Біен Куей, на честь знакових ірландських письменників Джеймса Джойса і Брендана Біена.

## У масовій культурі
Набережні Дубліна надихали багатьох ірландських художників і письменників. Наприклад, дія багатьох оповідань Джеймса Джойса розгортається на набережних міста. Як зазначав біограф Джойса Майкл Бегнал, «Джойс асоціює набережні Ліффі з бажанням бігти».
Молодший брат поета Вільяма Єйтса, художник Джек Батлер Єйтс написав картину «Набережні Дубліна» 1916 року.
Письменник Френсіс А. Джерард описав набережні Дубліна 1898 року так: «Більша частина мальовничого вигляду Дубліна пов'язана з набережними, що перетинають місто, та мостами, які охоплюють Ліффі, вони надають йому іноземного присмаку, що нагадує набережні Парижа».
«Острів Ушер» було кличкою одного з коней — учасників перегонів 1994 року в Ейнтрі, графство Мерсисайд, Велика Британія.
Фільм 1987 року «Мертві» — екранізація однієї з новел збірки Джойса «Дублінці», був знятий Джоном Г'юстоном на острові Ушера. У новелі Джойса сестри Кейт і Юлія Моркан обирають місцем свого щорічного танцю «темний будинок на острові Ушера».